# Larinia bifida
Larinia bifida är en spindelart som beskrevs av Albert Tullgren 1910. Larinia bifida ingår i släktet Larinia och familjen hjulspindlar. Inga underarter finns listade i Catalogue of Life.